# スティープ
『スティープ』(Steep)は、ユービーアイソフトより2016年12月22日に発売されたPlayStation 4、Xbox One用ゲームソフト。

## 概要
「スティープ」とは急勾配という意味で、アルプス山脈の山々を舞台にしたウィンタースポーツゲームである。
オープンワールドでリアルに再現されたマッターホルンやモンブランといった山々でスキー、パラグライダー、ウィングスーツ、スノーボードの4種類のスポーツを楽しむことができる。
オンライン専用のタイトルとなっており、1人から最大4人での同時プレイが可能。
パッケージ版とダウンロード版が発売される。また、ダウンロード専用でシーズンパスが同梱された「ゴールドエディション」が発売される。
開発はユービーアイソフト・アヌシー。会社がアルプス山麓にあるため、スタッフはいつもスキーやパラグライダーをしており、これをゲームにしたいという思いから本作が開発された。
無料のダウンロードコンテンツとしてアラスカのマップが配信される予定。
2017年12月7日に平昌オリンピックのコースと日本の山を追加した拡張パック『STEEP Road to the Olympics』が配信予定。